# Groove metal
Groove metal (również neo-thrash, half-thrash, post-thrash, power groove) – podgatunek muzyki metalowej, który wyewoluował z thrash metalu na początku lat dziewięćdziesiątych XX w.
Groove metal powstał z syntezy tradycyjnego thrashowego brzmienia z elementami kilku gatunków muzycznych popularnych w latach osiemdziesiątych, głównie hardcore punka, klasycznego heavy metalu, doom metalu, death metalu i blues rocka.
Podwaliny pod popularność tego gatunku położyły takie albumy, jak Vulgar Display of Power (Pantera), Chaos A.D. (Sepultura), La Sexorcisto: Devil Music vol.1 (White Zombie), czy Burn My Eyes (Machine Head).